# 伊丽莎白·多尔
伊丽莎白·多尔（英語：Elizabeth Dole，1936年7月29日—），美国共和党籍政治人物、作家。她曾在罗纳德·里根与乔治·H·W·布什政府中任职，并担任过联邦参议员。
多尔毕业于杜克大学与哈佛大学法学院。她曾在里根政府中担任运输部长。老布什任内，她又出任劳工部长一职。此后，担任美国红十字会主席。2003年至2009年间，出任北卡罗莱纳州联邦参议员，是该州首位女性参议员。任内，她还是共和党参议院全国委员会主席。
多尔的丈夫是原参议院多数党领袖、1996年共和党总统候选人鲍勃·多尔。